# Коб (окръг, Джорджия)
Окръг Коб (на английски: Cobb County) е окръг в щата Джорджия, Съединени американски щати. Площта му е 894 km², а населението - 701 325 души. Административен център е град Мариета.